# Гелета, Ян
Ян Ге́лета (словац. Ján Geleta; 13 сентября 1943, Батёваны) — чехословацкий футболист, полузащитник.
Ян Гелета начал свой футбольный путь в молодёжной команде «Искра» из Партизанске, затем играл за первую команду. В 1962 году он переходит в пражскую «Дуклу», в которой играл до 1976 года. С «Дуклой» Гелета выиграл 3 чемпионата Чехословакии и 3 раза был обладателем чехословацкого кубка. Сыграл 283 матча, забив в них 27 мячей. В 1967 он был выбран чехословацким футболистом года. С 1977 по 1979 он играл за пражский «Моторлет», где и завершил футбольную карьеру. Позже работал тренером молодёжи в клубе «Дукла».
С 1964 по 1970 год Гелета играл за сборную Чехословакии, сыграв 19 матчей и забив 2 мяча. Так же он принимал участие в Олимпийских играх 1964 года в Токио, где завоевал серебряную медаль.

## Достижения

### Командные
- Чемпион Чехословакии: 1963, 1964, 1966
- Обладатель Кубка Чехословакии: 1965, 1966, 1969
- Серебряный призёр ОИ 1964

### Личные
- Лучший футболист Чехословакии: 1967
- Медаль Президента Словацкой Республики (9 июня 2002 года)[1]